# Capitan Mountains
Capitan Mountains är en liten bergskedja i Lincoln County som ligger i delstaten New Mexico i sydvästra USA. Den är belägen sydväst om Capitan, New Mexico. 

## Natur
Det högsta berget är Capitan Peak (3 139 meter). Smokey Bear Historical Park ligger här som minne av en björn som räddades från en skogsbrand i Lincoln National Forest.